# FF Андромеды
FF Андромеды (лат. FF Andromedae) — тройная звезда в созвездии Андромеды на расстоянии приблизительно 70,9 световых лет (около 21,7 парсеков) от Солнца. Видимая звёздная величина звезды — от +12,9m до +12,02m. Возраст звезды оценивается как 55 млн лет.

## Характеристики
Первый компонент (GJ 29.1 A) — красный карлик, эруптивная переменная звезда типа UV Кита (UV), вращающаяся переменная звезда типа BY Дракона (BY) спектрального класса M1Ve. Масса — около 0,763 солнечной, радиус — около 0,71 солнечного, светимость — около 0,098 солнечной. Эффективная температура — около 3464 К.
Второй компонент (GJ 29.1 B) — красный карлик, вращающаяся переменная звезда типа BY Дракона (BY) спектрального класса M1Ve. Радиус — около 0,757 солнечного. Эффективная температура — около 3464 К. Орбитальный период — около 2,1703 суток.
Третий компонент (UCAC3 252-5243) — жёлто-оранжевый гигант спектрального класса K-G. Видимая звёздная величина звезды — +10,48m. Радиус — около 13,89 солнечных, светимость — около 102,166 солнечных. Эффективная температура — около 4923 K. Удалён на 15,8 угловых секунд.